# Belgische Staatsbürgerschaft

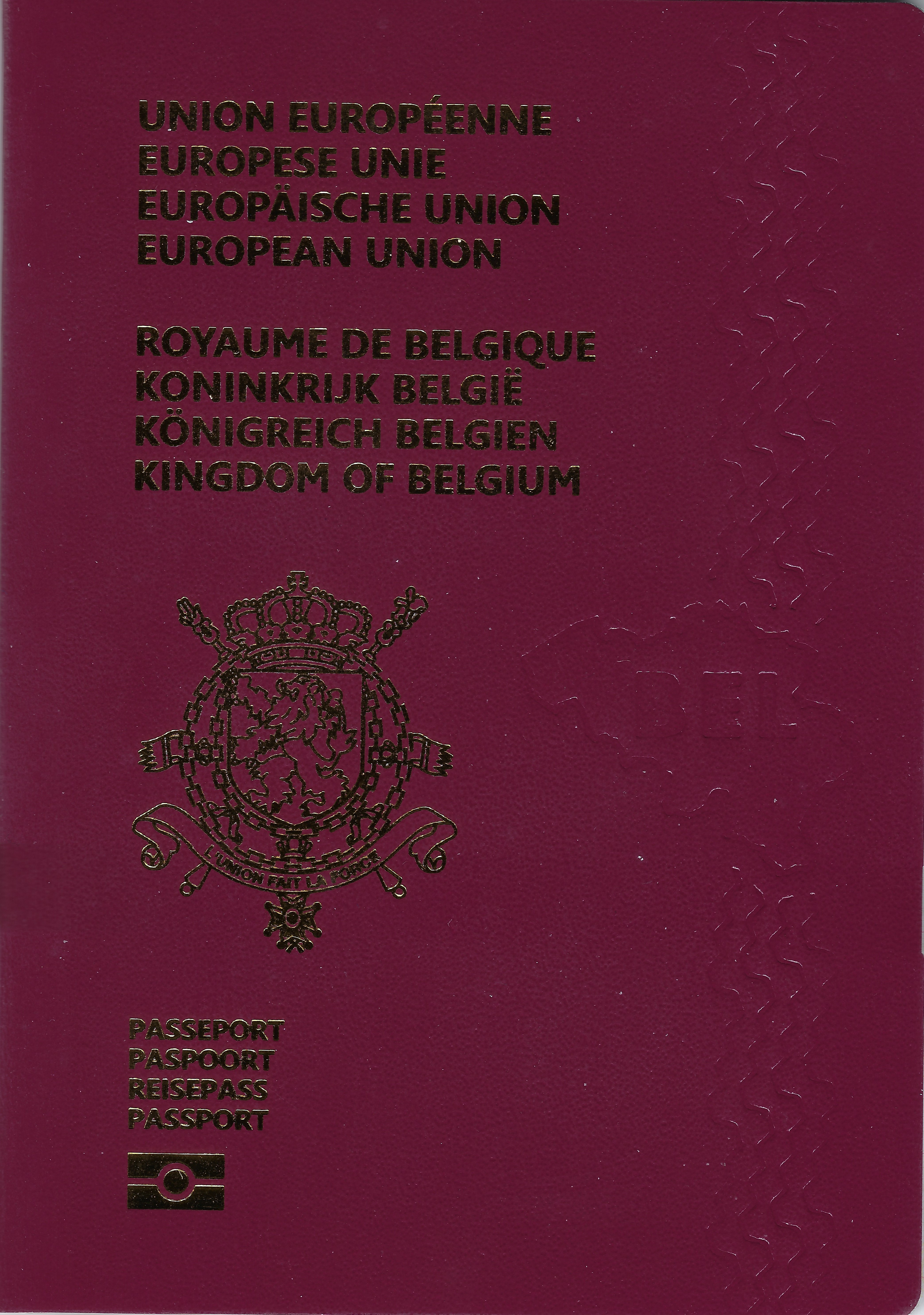
Viersprachiger Reisepass des Königreichs Belgien (2022)

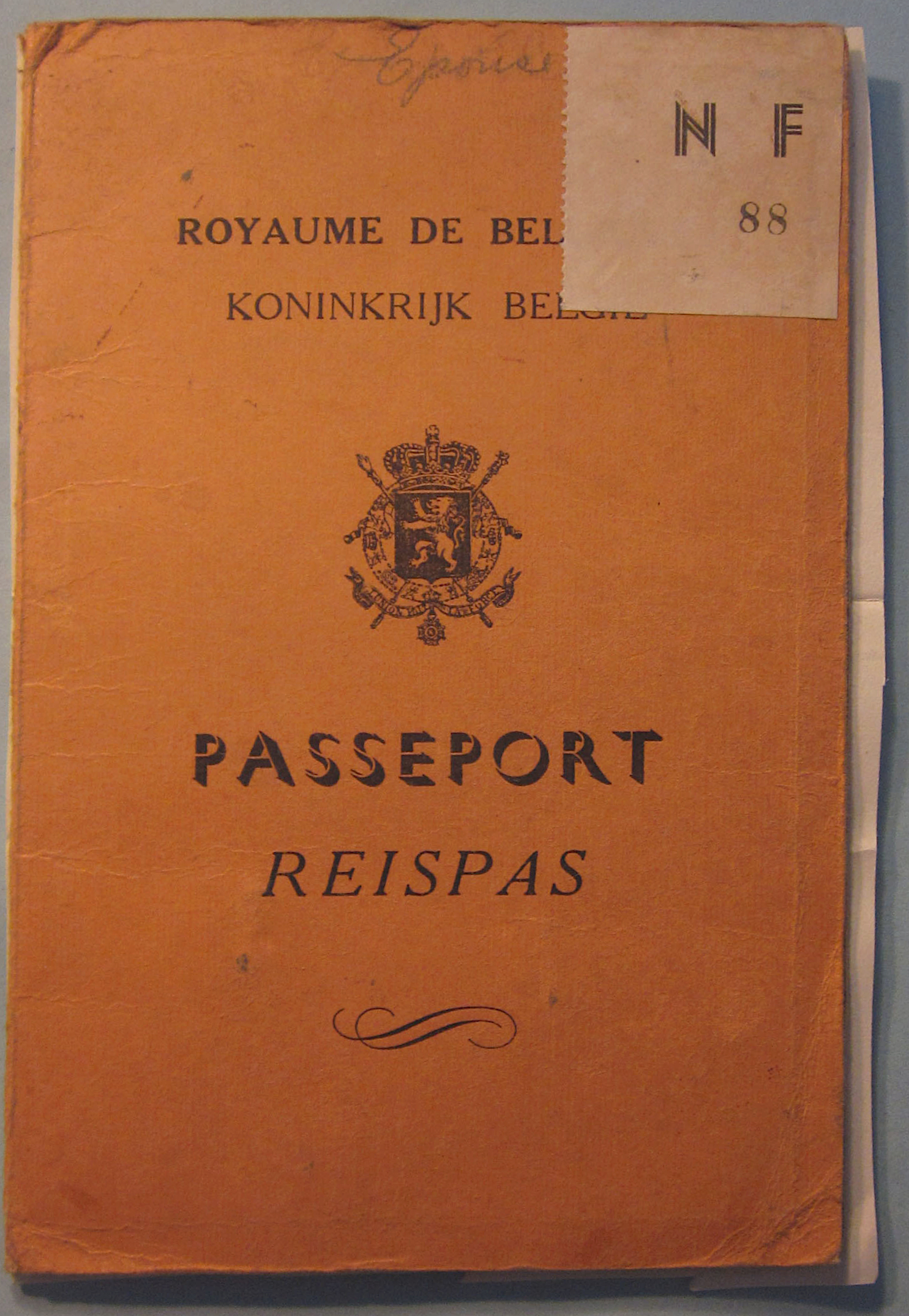
Belgischer Reisepass um 1940

Die belgische Staatsbürgerschaft (niederländisch nationaliteit, französisch nationalité belge) ist die Staatsangehörigkeit des Königreichs Belgien. Erworben wird sie in den meisten Fällen dadurch, dass der Betroffene mindestens einen belgischen Elternteil hat (Abstammungsprinzip). Das Geburtsortsprinzip (ius soli) wird im Königreich Belgien nur in Ausnahmefällen angewendet. Eine Einbürgerung als „Staatsangehörigkeitserklärung“ genehmigt nach Antrag die Staatsanwaltschaft (procureur). Die Staatsangehörigkeit kann auch durch Parlamentsbeschluss als „Naturalisation“ erlangt werden. Diese Möglichkeit wurde stark eingeschränkt, der Verwaltungsweg ist die Norm. Eine vereinfachte Prozedur war die „Option.“ Sie galt zum Beispiel für Menschen, die im Königreich Belgien geboren wurden und zusätzlich bestimmte Bedingungen erfüllen. Sie wurde durch die „Erklärung“ obsolet. Das moderne belgische Staatsbürgerschaftsrecht will vielen Fallkonstellationen Rechnung tragen und ist dadurch im internationalen Vergleich detailverliebt und komplex.
Der Besitz der Staatsangehörigkeit wird mit dem Nachweis zur belgischen Staatsangehörigkeit, einem Reisedokument oder dem belgischen Personalausweis nachgewiesen. Staatsangehörigkeitsnachweise stellt die Wohnsitzgemeinde aus. Alle Belgier sind seit 1992 auch EU-Bürger.

## Historisches
Das französische Zivilgesetzbuch, der Code Napoléon, wurde 1803 auch in den später als Belgien unabhängigen Gebieten eingeführt. Dieser enthielt auch die Regeln über Staatsbürgerschaft, die auf dem Abstammungsprinzip basierten. Er galt weiter 1814/5 bezüglich der niederländischen Staatsbürgerschaft. Es gab (auch) eine Geburtsortsregelung, die geschlechtsneutral galt. Im abgespaltenen südlichen Reichsteil, seit 1830 bekannt als Belgien, galt staatsangehörgkeitsrechtliche Teil des Code Napoléon bis 1909, es wurden jedoch schon vorher detailliertere gesetzliche Bestimmungen erlassen.
Die grundlegenden napoleonischen Ideale blieben bis 1984 im belgischen Gesetz erhalten. D. h. Familieneinheit und primär patrilineare Weitergabe sowie Aufgabe bestehender andrer Staatsangehörigkeiten bei Einbürgerung.

### Verfassung von 1831
In der Verfassung von 1831 regelten §§ 4–5, dass Staatsangehörigkeitsfragen, Einbürgerung und die damit zusammenhängenden Bürgerrechte auf Basis eines Gesetzes bzw. Beschluss des Parlaments zu erfolgen hatte. Diejenigen aus Belgien Stammenden, die vor dem 7. Feb. 1831 ihren Wohnsitz genommen hatten und bei Erlass der Verfassung am 22. Februar noch hatten, waren nun „Belgier.“ All diejenigen Ausländer, die vor dem 1. Jan. 1814 zugezogen waren, wurden ebenfalls automatisch Bürger.
Kinder belgischer Väter wurden immer Belgier, ggf. nach Anerkennung der unehelichen Vaterschaft. Nur in Blutschande oder Ehebruch gezeugte Kinder konnten nicht anerkannt werden. Nur in solchen Fällen oder wenn der Vater unbekannt war, erbte das Kind die Staatsangehörigkeit einer belgischen Mutter.
Seit 1835 unterschied man zwischen parlamentarischer „großer“ Einbürgerung (mit vollen politischen Rechten), die möglich war für Verdiente und manche ehemaligen Belgier und der „gewöhnlichen“ Einbürgerung für Volljährige nach fünf Jahren Wohnsitz. Letztere hatten bis 1948 nicht das Recht zu wählen oder politische Ämter zu bekleiden.
Das Staatsgebiet Belgiens bestimmten die Verträge 1839, 1842 und 1843. Der Londoner Vertrag 1839 sah in § 17 vor, dass Bürger die von Gebietswechseln betroffen wären innerhalb zwei Jahren die Option hatten Staatsangehörigkeit und dann Wohnsitz wechseln zu dürfen. Belgier verloren ihre Staatsbürgerschaft, sofern sie in eine fremde Wehrmacht eintraten.
1881 führte man in einem zusätzlichen Gesetz die Regel ein, dass bei Findelkindern inländische Eltern angenommen wurden. Einige Optionsregeln für Ausländerkinder wurden ebenfalls eingeführt.
Bis 1909 änderte sich wenig. Dazu kamen Änderung hinsichtlich des Wiedererwerbs wenn ein Bürger freiwillig aus der belgischen Staatsangehörigkeit ausgeschieden war. Möglich war das nur für gebürtige Belgier. Gerichtsentscheidungen formten einen wesentlichen Teil der Bestimmungen aus.

### Staatsangehörigkeitsgesetz 1909
Durch das Staatsangehörigkeitsgesetz 1909 sollten bestehende Regelungen zusammengefasst werden, die patrilineare Abstammungsregel und Familieneinheit blieben die Norm. Dazu wurde erstmals eine ius soli-Komponente eingeführt: alle Kinder von Ausländern mit ungeklärten Status (auch staatenlos) wurden automatisch Belgier, außerdem alle die in ihrem 23. Lebensjahr im Lande gelebt hatten, sofern sie nicht ausdrücklich für ihre ausländische Staatsbürgerschaft optierten. Einen Belgier heiratende Frauen wurden automatisch und ohne Widerspruchsmöglichkeit automatisch eingebürgert. Ausländisch verheiratete ehemalige Belgierinnen wurden durch erneute Wohnsitznahme rückgebürgert. Für andere war nach Rückkehr mit Wohnsitznahme die Erlaubnis des Königs einzuholen.

Das Einbürgerungsgesetz von 1881 galt weiter.
Einbürgerungskandidaten richteten ein Schreiben an das Parlament, das über das Begehren abstimmte. Anträge waren ab 18 zulässig (mit väterlicher Zustimmung unter 21). War die Entscheidung positiv, zeichnet der König gegen und das Justizministerium veranlasste die Veröffentlichung im Staatsanzeiger und reichte die Urkunde an den Neubürger.
Es galten die damals international üblichen Verlustgründe: Dienst als ausländischer Beamter oder Soldat, Verheiratung mit einem männlichen Ausländer oder wenn Belgien ohne Rückkehrabsicht verlassen wurde. Letzteres wurde durch Gerichtsbeschluss festgestellt.
1919 führte man die Möglichkeit der Rückgängigmachung von Einbürgerungen ein, falls diese während des Kriegs erfolgt waren. Das erweiterte man 1934 auf nicht-gebürtige Belgier, die ihre „Pflichten gegenüber der Nation“ verletzt hatten. Angewendet wurde dies als Repressionsmaßnahme gegen Lokalpolitiker, die mit dem Anschluss Eupen-Malmedys nicht einverstanden waren.
Eine Kehrtwende erfolgte mit der Neuregelung 1922, die Abstammungsbestimmungen wurden wiederum allein entscheidend.
Erstmals erwähnt werden die Rechtsfolgen der Legitimation unehelicher, noch minderjähriger Kinder, sofern Ausländerbezug im Spiel ist. Neu war die Bestimmung, dass ein Ausländer, der zehn Jahre „als Belgier gelebt“ hatte («possession d’état de Belge») dann automatisch solcher war. Kleinere Änderungen der Folgejahre änderten Einzelaspekte.

### Königliche Verordnung 1932
Die belgischen Staatsangehörigkeitsvorschriften wurde zum 14. Dezember 1932 konsolidiert.
Dieses Gesetz wurde durch weitere Gesetze aus den Jahren 1951, 1961, 1964, 1965 und 1967 geändert bildete aber den Kern der Regeln bis 1984:
- Strenge Anwendung des Abstammungsprinzips in der männlichen Linie (jus sanguini paterni), z. B. war somit das uneheliche Kind eines staatenlosen Vaters mit einer Belgierin selbst wieder staatenlos.
- Familieneinheit, allerdings konnte eine einheiratende Frau nun innerhalb sechs Monaten gegen den automatischen Staatsangehörigkeitserwerb optieren.[20] Nicht automatisch mit eingebürgert wurden Kinder der Frau aus früheren Ehen. Die so Belgierinnen gewordenen Frauen hatten 1922–49 nur die politischen Rechte einer „gewöhnlich“ Eingebürgerten.[21]
- unehelicher Kinder einer belgischen Mutter, nur wenn der Vater (und somit seine Staatsangehörigkeit) unbekannt war.[22]
- Bei Findelkindern wurde ein belgischer Vater angenommen.
- Als Ausländer geborenen Kinder, die minderjährig mit ihrem Vater eingebürgert worden waren, konnten bei Volljährigkeit bis zu ihrem 23. Geburtstag die belgische Staatsangehörigkeit wieder aufgeben.
- Belgierinnen, die eine Ausländer heirateten verloren ihre belgische Staatsangehörigkeit dann nicht mehr automatisch, wenn sie nicht durch Hochzeit die des Mannes erhielten.[23]
- Einbürgerungen waren nicht möglich, wenn das ausländische Heimatrecht nicht den Verlust jener Staatsangehörigkeit vorsah.

Die Verfassungsreform 1967 übertrug in Art. 9 die Zuständigkeit in Staatsangehörigkeit dem Zentralparlament. Im selben Jahr wurde die patrilineare Weitergabe aufgeweicht: In Belgien geborene Kinder eines belgischen Elternteils wurden nun Belgier ab Geburt. Für Auslandsgeburten blieb der Vater entscheidend oder die Mutter hatte in Belgien geborene Staatsbürgerin zu sein.
Nach Ende des Zweiten Weltkrieges hat Belgien drei Jahrzehnte lang eine landesweite aktive Einwanderungspolitik als Aufnahmeland (terre d’accueil) betrieben. Um eingebürgert werden zu können, waren Assimilation und „Eignung“ im Sinne eines Patriotismus gefragt. Eine grundlegende Änderung kam, als die belgische Regierung 1974 einen Einwanderungsstop beschloss, was mittelfristig Auswirkungen auf die Zahl der Anspruchsberechtigten für Einbürgerungen hatte.

### Staatsangehörigkeitsgesetz 1984
In den frühen 1980er Jahren erarbeitete die belgische Regierung eine umfassende Reform des belgischen Staatsangehörigkeitsrechts.
Die umfangreiche Reform des Code de la nationalité belge trat zum 1. Jan. 1985 in Kraft. Das ius sanguinis blieb dominierend. Abgeschafft wurde die „Familieneinheit“ sowie Benachteiligung unehelicher Kinder. Dies aber nicht rückwirkend.
Ein Einbürgerungsantrag konnte nach sieben Jahren Aufenthalt (als Rechtsanspruch) auf dem Verwaltungsweg oder schon nach drei Jahren an die Belgische Abgeordnetenkammer gerichtet werden, die nach Ermessen entschied. Man war der Ansicht, dass erleichterte Einbürgerung die Integration der Gastarbeiter fördern würde. Diese würden alleine durch ihren Antrag schon deutlich machen, dass der „Wille zur Integration“ vorhanden sei. Geprüft wurde durch ein Verhör bei der Polizei mit dem eine Überprüfung auf Vorstrafen einherging aber auch die Sprachkenntnisse und wirtschaftlichen Verhältnisse festgestellt wurden.
Andrerseits vererbte sich die belgische Staatsangehörigkeit im Ausland nur dann noch auf die dort geborenen Kinder, wenn mindestens ein Elternteil in Belgien geboren gewesen war.
In Fragen der doppelten Staatsangehörigkeit wurde man etwas toleranter, zugleich ging die belgische aber in mehr Fällen bei Annahme einer fremden verloren.
Der Kodex wurde mehrmals geändert, darunter in den Jahren 1991, 1993, 1995, 1998, 2000, 2004, 2006, 2012, 2013, 2014, 2015, 2017 und 2018. Die jüngsten Änderungen (im Jahr 2018 verabschiedet) traten 2019 in Kraft.
Besonders einschneidend war die Änderung 2000, als der Erwerb per „Staatsangehörigkeitserklärung“ erweitert wurde. Nun genügten sieben Jahre Wohnsitz, die Integrationserfordernis wurde (vorübergehend) gestrichen. Seit 2012 wurde Integration („gesellschaftliche Eingliederung“) wieder nötig, auch wenn es noch keinen Einbürgerungstest gibt. Ebenso abgeschafft wurden alle aus älteren Gesetzen übernommene Optionsregeln, denn schon 1998 wurde das Verfahren der Erklärung angeglichen. Als „Option“ wurde der Begriff 2013 endgültig gestrichen.
Auf Antrag seit 1991: Kinder von Ausländern der zweiten Generation, die selbst in Belgien geboren, vor der Geburt des Kindes zehn Jahre legal im Lande wohnten. (Als Rechtsanspruch, allerdings kann die Staatsanwaltschaft „im Interesse des Kindes“ widersprechen.)
Verlust
Bis 2007 galt jede freiwillige Annahme einer fremden Staatsbürgerschaft als automatische Erklärung die belgische aufgeben zu wollen. D. h. doppelte Staatsbürgerschaft war nur dann möglich wenn sie ex lege durch ausländisches Gesetz z. B. bei Geburt oder Heirat erworben wurde.
Im Ausland geborene Belgier, die zwischen ihrem 18. und 28. Geburtstag nie ihren Hauptwohnsitz in Belgien hatten, müssen ihren Willen zur Beibehaltung bis dann erklären. Gehen sie ihrer Staatsbürgerschaft deshalb verlustig bleibt die Wiederaufnahme durch Erklärung.
Ausbürgerung war bis 2006 nur möglich wenn ein Bürger seine Pflichten der Nation gegenüber schwerwiegend verletzt hatte. Die Entscheidung hierzu fällte das Landgericht (Cour d'appel), was nur in wenigen Fällen wegen Beteiligung am Zweiten Weltkrieg auf Seite der Achsenmächte geschah. Dem internationalen Zeitgeist entsprechend wurde im Jahre 2006 diese Möglichkeit erweitert. 2012 erließ man zusätzliche Ausbürgerungsvorschriften für Nicht-Gebürtige Belgier, die des „Terrorismus“ verdächtigt werden oder zu mehr als fünf Jahren Haft verurteilt wurden. Dies wurde 2015 ausgeweitet, der Instanzenzug schon beim Amtsgericht beginnend.

Auch eingeführt wurde 2007 der strafweise Widerruf einer Einbürgerung wenn beim Antrag Betrug oder Falschangaben nachgewiesen wurden. Seit 2013 gilt dies auch für Scheinheiraten wenn die Ehe gerichtlich deshalb annulliert wird; hier darf auch Staatenlosigkeit eintreten.

### Staatsangehörigkeitserwerb seit 2013
Ein Punkt der Änderungen trug konservativen Kritikern Rechnung, die wieder mehr Nachweis einer Integration gefordert hatten.
Automatischer Erwerb (toekenning) ab Geburt
- Inlandsgeburt mit einem belgischen Elternteil
- Auslandsgeburt mit einem vor 1960/62 auf belgischem Gebiet (inkl. des Kongos) geborenem Elternteil
- Auslandsgeburt zu einem im Ausland geborenen Belgier, wenn die Staatsangehörigkeit vor dem 5. Geburtstag des Kindes beantragt wird
  - falls ein Kind nach Versäumen der vorigen Frist staatenlos wäre
- Findelkinder (Neugeborene)

Erwerb (verkrijging) der Staatsangehörigkeit
Aufenthaltsrechtliche Voraussetzungen: Die Verordnung 2013 enthält eine abschließende Liste dessen welcher legale Aufenthaltsstatus, nachzuweisen durch Ausländerpersonalausweis, eine anrechenbare Wartezeit gewährt. Seit 2006 zählen nur noch die Zeiten mit einer Langzeitaufenthaltserlaubnis.
Der Aufenthalt muss nicht nur legal sein, sondern auch ununterbrochen. Dies bedeutet, dass der Antragsteller nicht länger als sechs Monate durchgehend oder insgesamt nicht länger als ein Fünftel der erforderlichen Anwartszeit abwesend gewesen sein darf.
Bis 2012 galten kürzere Wartezeiten für anerkannte Flüchtlinge.
Einbürgerungsverfahren: Bei Antragsstellung muss eine Langzeitaufenthaltserlaubnis vorliegen. Liegen „schwerwiegende persönliche Gründe“ (faits personnels graves) vor, wird die Einbürgerung versagt. Solche können sein: Haftstrafen wegen Verbrechens, Sozial- oder Steuerbetrug; ungeklärte Identität usw. Hier hat die Staatsanwaltschaft ein weites Ermessen, deren mit Begründung versehenen, ablehnende Entscheidungen werden häufig gerichtlich angegriffen. Das Verfahren wird ausschließlich aktenmäßig geführt. Wird ein Antrag nicht innerhalb 4 (in Ausnahmefällen 5) Monaten beschieden gilt er automatisch als angenommen und der Standesbeamte muss die Einbürgerung ins Zentralregister eintragen. Seit 2000 ist schon bei Antragsabgabe die Unterzeichnung einer eidesähnlichen Erklärung nötig sich an die belgischen Gesetze halten zu wollen.
1. Sobald der Antragsteller die gesetzlichen Bedingungen des, 2000 stark vereinfachten, Verfahrens zur Staatsangehörigkeitserklärung erfüllt, hat er Anrecht auf die Staatsangehörigkeit. Anträge sind beim Standesamt der Wohnsitzgemeinde einzureichen, wo man aber, maximal 35 Tage lang, nur die Vollständigkeit und formale Richtigkeit der Unterlagen prüft. Es gelten, anders als in vielen anderen Staaten, bestimmte Fristen für dieses Verfahren. Die gebührenpflichtige Prüfung führt die Staatsanwaltschaft (Prokuratur) beim örtlich zuständigen Gericht unter Beteiligung eines Amtsrichters. Es erfolgen Abfragen beim Ausländeramt (Office des etrangers) und der Staatssicherheit (Sûreté de l'État).

Dieses Verfahren ist möglich für Volljährige, die eine (übersetzte) Geburtsurkunde sowie Meldebescheinigung(en) vorlegen, die Gebühr bezahlt haben, und:
- in Belgien geboren wurden und hier seit ihrer Geburt legal leben, oder
- seit zehn Jahren legal im Lande wohnen und Kenntnisse einer der drei Landessprachen haben sowie Teilnahme am Leben seiner Wohnsitzgemeinde beweisen, oder
- seit fünf Jahren legal im Lande wohnen und Kenntnisse einer der drei Landessprachen haben sowie Teilnahme am Leben seiner Wohnsitzgemeinde beweisen und wirtschaftliche Leistung erbringen, oder
- seit fünf Jahren legal im Lande sind und nachweisen, dass wegen Alters oder Invalidität nicht gearbeitet werden kann, oder
- seit fünf Jahren legal im Lande sind und Kenntnisse einer der drei Landessprachen haben und Elternteil eines in Belgien lebenden Kindes ist,[49] sofern nachgewiesen, dass „gesellschaftliche Eingliederung“ vorliegt, oder
- der Antragsteller mit einem Belgier verheiratet ist und seit drei Jahren legal im Lande wohnt und Kenntnisse einer der drei Landessprachen hat und nachweist, dass er „gesellschaftlich eingegliedert“ ist.

Die „gesellschaftliche Eingliederung,“ die seit 2012 erforderlich ist, kann nachgewiesen werden durch: Schulzeugnis der Sekundarstufe (in einer Landessprache, mindestens Niveau A2), oder 5 Jahre Beschäftigung im Lande, oder Berufsausbildung oder Teilnahme am Einbürgerungskurs. „Arbeit“ bedeutet mindestens 486 Werktage in Vollzeit angestellt oder als Selbstständiger mindestens sechs Quartalsbeiträge zur Sozialversicherung in den letzten fünf Jahren.
2. Das Einbürgerungsverfahren („Naturalisation“) des Parlaments beruht auf einer Vorzugsregelung. Es wurde 2012 auf wenige Fälle beschränkt, in denen die Erklärung nicht in Frage kommt. Neben den gesetzlichen Bedingungen finden noch weitere Umstände Berücksichtigung. Es ist möglich für:
- in Belgien gerichtlich als solche anerkannte Staatenlose nach zwei Jahren legalem Aufenthalt, oder
- bei Nachweis besonderer Verdienste im wissenschaftlichen, sportlichen oder soziokulturellen Bereich, sofern die Bedingungen nach dem Erklärungsverfahren nicht möglich sind.

Im Vorfeld sind entsprechende Unterlagen und die Gebühr beizubringen. Auch hier wird die Staatsanwaltschaft gehört, ihre Empfehlung ist aber nicht bindend. Entscheidungen hierüber fällt die Einbürgerungskommission der Abgeordnetenkammer in eigenem Ermessen. Im Ausschuss sitzen zwanzig Mitglieder, die in Dreiergruppen sich einzelne Anträge vornehmen. Fristen müssen nicht eingehalten werden, der Gerichtsweg ist bei Ablehnungen nicht gegeben. Nominell stimmt das gesamte Repräsentantenhaus jedem einzelnen Antrag zu. Die Urkunde wird vom König genehmigt. Die Naturalisation wird mit ihrer Verkündung im Moniteur belge wirksam.
Adoption
Die Fallkonstellationen bei der Adoption minderjähriger ausländischer Kinder sind komplex, wenn die Adoptiveltern Ausländer sind:
- Automatisch Belgier (assignation) wird das in Belgien geborene Adoptivkind:
  - wenn es staatenlos ist, oder
  - mindestens ein Adoptivelter in Belgien geboren und seit 5 (resp. 10 Jahren) vor Geburt seinen Hauptwohnsitz in Belgien hatte
  - ein ausländischer Elternteil eingebürgert wird und das Kind hat seinen Hauptwohnsitz in Belgien
- durch Erklärung Belgier wird das Adoptivkind falls:
  - mindestens ein Adoptivelternteil eine Langzeitaufenthaltserlaubnis hat, und
  - beide Adoptiveltern haben vor der Geburt mindestens 10 Jahre legal in Belgien gelebt, und
  - das Kind hat seinen Hauptwohnsitz in Belgien, und
  - der Antrag wird vor dem 12. Geburtstag des Adoptivkinds gestellt.
- Alle anderen Adoptivkinder können, je nach Umständen durch reguläre Erklärung nach ihrem 18. Geburtstag Einbürgerung beantragen.
- Andere Fristen gelten bei Auslandsgeburt des Adoptivkinds. Im Wesentlichen erfolgt dann automatische Verleihung nur wenn, mit einem belgischen Elternteil, das Kind staatenlos wäre, oder ein ausländischer Adoptivelternteil eingebürgert wird während das Kind minderjährig ist.

## Völkerrechtliche Verträge
Zu Fragen des Wehrdienstes von Auswanderern schloss man Abkommen mit den USA, Frankreich, Portugal und Bolivien.

Das Haager Übereinkommen über die militärische Dienstpflicht 1930 regelte diese Fragen multilateral.
Mit Frankreich schloss man zwei Abkommen über den Status verheirateter Frauen.
Im Jahr 1963 unterzeichnete Belgien die „Straßburger Konvention über die Mehrstaatigkeit,“ die darauf abzielte, Fälle von Mehrstaatigkeit nach der Einbürgerung zu verringern.
Im Jahr 2002 kündigte Belgien die Konvention, was den Weg für die Mehrstaatigkeit nach der Einbürgerung ebnete. Im Jahr 2008 wurden die letzten verbleibenden Bestimmungen in Belgien aufgehoben, die den Erwerb mehrerer Staatsangehörigkeiten verhinderten.
Staatenlose
Schon die Gesetzgebung des 19. Jahrhunderts schützte Belgier, deutlich weitergehend als damals international üblich, vor Staatenlosigkeit. Belgien ratifizierte das Übereinkommen über die Rechtsstellung der Staatenlosen 1960. Im Jahr 2014 trat Belgien der Konvention von 1961 zur Verringerung der Staatenlosigkeit bei, macht hier aber Vorbehalte hinsichtlich seiner Ausbürgerungsvorschriften. Zur Anerkennung als Staatenloser ist ein Urteil des Familiengerichts nötig. Damit ist kein Aufenthaltsrecht verbunden, dieses muss aus „humanitären Gründen“ separat beantragt werden. Anerkannten steht die beschleunigte Naturalisation durch das Parlament offen. Außerdem werden Kinder, die bei Geburt staatenlos wären die Staatsangehörigkeit gewährt.

## Sonderfälle
Die Expeditionen nach Mittelamerika der Compagnie Belge de Colonisation mit versuchten Landnahmen in Santo Tomás de Castilla während der 1840er blieben staatsangehörigkeitsrechtlich folgenlos.

### Eupen und Malmedy
Versailler Vertrag 1919
Eupen, Malmedy, Neutral-Moresnet und die Vennbahn wurden durch den Versailler Vertrag am 10. Jan. 1920 an Belgien abgetreten. Die volljährigen Bewohner erhielten die Option die deutsche Staatsangehörigkeit zu behalten, mussten in dem Fall dann aber ausreisen. Ausführungsverordnungen regelten Erwerb der belgischen Staatsangehörigkeit. Des deutsch-belgische Optionsabkommen von 1922 regelte Detailfragen, z. B. die Definition des Begriffs „Wohnsitz.“
1941–1944 Wiedervereinigung mit dem Deutschen Reich
Eine Verordnung des Reichsinnenministers vom 23. September 1941 verlieh den Bewohnern der wieder von Deutschland übernommenen Gebiete rückwirkend zum 18. Mai 1940 die deutsche Staatsangehörigkeit – direkt für die Bewohner Eupen-Malmedys, „auf Widerruf“ für die Bewohner der „Zehn Gemeinden.“ Letztere lagen im Nordosten der Provinz Lüttich sowie in der Provinz Luxemburg. Die Annexion wurde mit Beginn der amerikanischen Besatzung rückgängig gemacht. 1945 wies man etwa 5000 Reichsdeutsche aus. Die Verordnung vom 20. Juni 1945 bewirkte die Aberkennung der belgischen Staatsbürgerschaft für Personen, die aus den annektierten Gebieten waren falls sie eine leitende amtliche deutsche Stelle eingenommen hatten. Vier Jahre später kamen 1001 Deutsche eines knapp zwanzig Quadratkilometer unter Auftragsverwaltung abgetretenen Gebiets unter belgische Herrschaft. Es stand ihnen frei, die deutsche Staatsangehörigkeit zu behalten oder die belgische anzunehmen. Sie sollten dann wie die übrigen im Königreich wohnenden Ausländer behandelt werden. Entsprechende Papiere gab es 1950. Die Gebiete wurden 27/28. Aug. 1958 an die BRD zurückgegeben. Damals wohnten noch 650 Menschen dort.

### Kongo
Für die Eingeborenen des Kongo-Freistaats galt: „Jeder kongolesische Eingeborene, solange er auf dem Gebiet des Staates lebt, behält die kongolesische Staatsangehörigkeit bei.“ Seit 1901 gab es die Möglichkeit der Einbürgerung als Kongolese, etwas das Leopold II. persönlich vollzog.
Durch die Annexion 1908 wurden die Kongolesen zu belgischen Untertanen, ohne belgische Staatsbürger zu sein. „Kongolese“ war demnach „jede Person, die auf kongolesischem Boden als Kind indigener Eltern geboren wurde,“ mit Ausnahme von „Kindern ausländischer Eltern oder Kinder belgischer Staatsbürger.“ Kongolesen erhielten bei Bedarf Reisepässe mit dem Eintrag «sujet belge».
Analog französischer kolonialer Praxis gab es seit 1938 den Status der „zivilisierten Eingeborenen“ («indigènes civilisés») ab 1947 genannt «statut des évolués». Diese „belgischen Untertanen“ hatten ab 1948 Zugang zur carte du mérite civique („Bürgerverdienstausweis“), wodurch der Inhaber die Gleichstellung mit Nicht-Einheimischen in Gerichtsangelegenheiten, Aufenthalt in der Öffentlichkeit des Nachts und einige andere Vorteile gewährte. Es wurden 425 solcher Karten ausgestellt, bei einer Bevölkerung von neun Millionen. Diese Maßnahme wurde 1952 durch ein Registrierungsverfahren ergänzt, das es Eingeborenen ermöglichte, zivilrechtlich Nicht-Einheimischen gleichgestellt zu werden. 1959 hatten dies 217 Haushaltsvorstände erreicht, 1500 Personen hatten die Bürgerkarte.
Am Untertanenstatus änderte sich bis zur Unabhängigkeit nichts. Zum Stichtag 30. Juni 1960 entstand dann eine nationalité zaïroise. Für die die Unabhängigkeit vorbereitenden Volksabstimmungen wurde bestimmt, dass jeder Einwohner, der zehn Jahre in diesen Kolonien verbracht hatte und 21 Jahre alt war als Stimmberechtigter gelten sollte. Kongolesen hatten, wenn sie im Mutterland lebten, 1961 eine dreijährige Option echte Belgier zu werden.
Ruanda-Urundi
Aus Deutsch-Ostafrika, das seit der Offensive im September 1916 weitgehend fremdbesetzt war, wurden die meisten reichsdeutschen Zivilisten in Internierungslager in Indien verschleppt. Ihre Rückkehr war nicht vorgesehen. Der Rest musste 1919 aussiedeln und wurde enteignet. Der Völkerbund übertrug 1923 Belgien das Mandat über Ruanda-Urundi. Im Jahr 1925 wurden sie als siebte Provinz administrativ an Belgisch-Kongo angegliedert, wobei sie einen dem Mandat entsprechenden Status behielten. Das Gesetz vom 21. Aug. 1925 weitete die Geltung der kongolesischen Gesetze auf das Mandatsgebiet aus. Allerdings wurde hinsichtlich der Eingeborenen bestimmt, dass sie nicht belgische Bürger oder Untertanen würden, sondern ihren traditionellen Häuptlingen untertan blieben. Von 1930 bis 1957 siedelten tausende Banjaruanda in den belgischen Kongo (vor allem Nord-Kivu) um. Sie wurden 1960 nicht Kongolesen, da dies automatisch nur dort 1885 bzw. 1908 Ansässige(nnachfahren) umfasste. Sie wurden 1971 eingebürgert, falls sie vor der Unabhängigkeit zugezogen waren.
Im Gebiet der Kolonie lebten in frühen 1950ern weniger als sechstausend Nicht-Schwarze, darunter etwa 4000 Belgier, 2000 „Asiaten“ (Inder, Araber) und 900–1300 Mischlinge. Dazu 4,4 Millionen Negroide.
Für die Volksabstimmung zur Unabhängigkeit war wählbar, wer eine kongolesische Mutter hatte, 25 Jahre alt und mindestens fünf Jahre hier gewohnt hatte. § 255 des Grundgesetzes machte aus allen eingeborenen Untertanen dann Bürger der unabhängigen Staaten zum 1. Juli 1962.

### Golden Visa
Das so genannte Belgium Residence Program erlaubt „Geschäftsleuten,“ die mindestens € 350.000 investieren zunächst einjährige Aufenthaltserlaubnisse, vorausgesetzt sie sind nicht vorbestraft. Deren Inhaber können mit der verkürzten 5-Jahresfrist mit ihrer Familie eingebürgert werden.
Von älteren Regeln profitierte z. B. auch der französische Schauspieler Gérard Depardieu, inzwischen russischer Staatsbürger, im August 2012, weil er seinen Wohnsitz durch Hauskauf ein paar Kilometer über die Grenze nach Néchin verlegt hatte.

## Statistik
Im Jahre 1992 stieg die Zahl der Einbürgerung dank des neu eingeführten ius soli für Gastarbeiterkinder der dritten Generation stark an: von den 46.000 Neubürgern in jenem Jahr hatten 38.500 ihren Rechtsanspruch durch Erklärung ausgeübt. Der Nachholbedarf flaute ab, so dass 1993 von 16.000 Neubürgern nur noch rund 8000 zu jenem Personenkreis gehörten.
Die Einbürgerungen durch Erklärung stiegen nach der weiteren Vereinfachung 1999 zunächst stark an: von 5250 im Jahre 1999 auf 24.587 (2001), 19.707 (2002), 15.972 (2003) und 13.414 (2004). Dann stabilisierten sie sich um 11-12.000 bis 2010. Die Gesamtzahl 2000–08 war 339.277 eingebürgerte Personen, das entspricht 3,17 % der damaligen Wohnbevölkerung.
2012, bevor die Verschärfung in Kraft trat, gab es 18.731 Anträge, von denen ein Jahr später 4838 positiv beschieden waren und 2039 noch auf einen Bescheid warteten. Im selben Jahr wurde 5880 Asylanten Schutz gewährt.

Die Zahlen der beantragten Naturalisationen durch Parlamentsbeschluss schwankten 2016/7–2021/22 zwischen 70 und 161 (teilweise mehrere Personen). In den Jahren 2016/7-2018/19 wurden noch zahlreiche Altanträge (vor der Gesetzesänderung 2012/14) genehmigt: 3855 resp. 2647.
Trotz der geänderten Gesetzeslage, die ab 2013 eine starke Verringerung der Einbürgerungen hätte bringen sollen, stiegen die Zahlen weiter: Im Jahre 2018 erwarben 36.200 Personen die Staatsangehörigkeit, etwa ein Drittel waren Kinder und Jugendliche. Im Jahr 2022 haben 48.482 Personen die belgische Staatsbürgerschaft erhalten. Nach Herkunftsländern sind Marokko, Syrien, Rumänien, Afghanistan und die Türkei an der Spitze.
Zum 1. Jan 2020 waren 1134 offiziell anerkannte Staatenlose im Register eingetragen, die Staatsbürgerschaft 22.518 weiterer war „ungeklärt.“ Realistischer ging die UNHCR von 10933 Staatenlosen im Lande aus.